# Elaphoglossum kessleri
Elaphoglossum kessleri är en träjonväxtart som beskrevs av A. Rojas. Elaphoglossum kessleri ingår i släktet Elaphoglossum och familjen Dryopteridaceae. Inga underarter finns listade.